# Щелкун тундровый
Тундровый щелкун (лат. Hypnoidus rivularius) — вид жуков-щелкунов подсемейства Hypnoidinae.

## Распространение
Распространён в северной полосе Евразии и на Алтае, встречается на территории Швеции. В России, например, известен из Магаданской области.

## Описание
Проволочник длиной до 7,5 мм.

## Экология и местообитания
Личинка живёт в почве подо мхом.